# 毛星云
毛星云（1991年—2021年12月11日），湖北宜昌人，中华人民共和国程序员、专栏作家，网名“浅墨”。生前任腾讯游戏引擎组组长。南京航空航天大学硕士毕业，2014年微软最有价值专家奖得主。出版有书籍《OpenCV3编程入门》，《逐梦旅程：Windows游戏编程之从零开始》。

## 生平
毛星云高中就读于宜昌一中。2009年，考入南京航空航天大学航天学院“中国乌克兰航天联合培养班”。2011年，赴乌克兰国立茹科夫斯基航空航天大学就读，留学期间，完成了100余万字《逐梦旅程：Windows游戏编程之从零开始》一书。两年后回到南京航空航天大学攻读硕士学位。2013年10月，《逐梦旅程：Windows游戏编程之从零开始》由清华大学出版社出版，书中提及他的梦想是大家都能玩到蕴含中国上下五千年文化的3A游戏大作。在书出版之前，他就以“浅墨”这个ID活跃在CSDN多年，博客访问人次达到上百万。2015年2月，出版发行了个人第二本书籍《OpenCV3编程入门》。2015年6月至2021年2月期间，就职于腾讯·IEG天美工作室群，担任游戏引擎开发工程师。2021年2月至今则就职于腾讯·腾讯互娱天美工作室群，担任引擎组组长（Lead Engine Programmer），同年10月，在知乎宣布腾讯天美成立「F1工作室」，主攻3A大作。
2021年12月11日，毛星云跳楼自杀，讣告称其于2021年8至9月因身体原因住院。有传言称死因和抑郁症或游戏开发不顺利有关，但并未得到证实。

## 著作
- 《逐梦旅程:Windows游戏编程之从零开始》，2013年，清华大学出版社，ISBN：ISBN：9787302337508
- 《OpenCV3编程入门》，2015年，电子工业出版社，ISBN：9787121253317
- 《Real-Time Rendering 4th》中译版（未来得及出版）